# Január 10.
Január 10. az év 10. napja a Gergely-naptár szerint. Az évből még 355 (szökőévekben 356) nap van hátra.
Névnapok: Melánia + Agád, Agapion, Agaton, Aldó, Bács, Bacsó, Melani, Viliam, Vilma, Vilmos

## Események

### Politikai események
- I. e. 49 – Caius Iulius Caesar csapataival átlépi a Rubicon folyót.
- 1072 – A normannok elfoglalják a szicíliai Palermót.
- 1429 – Jó Fülöp burgundi herceg megalapítja az Aranygyapjas rendet.
- 1946 – Londonban megnyílik az ENSZ első közgyűlése.

### Tudományos és gazdasági események
- 1863 – Átadják  a világ első földalatti vasútját, a Metropolitan Railway-t Londonban.
- 1910 – Először emelkedik a magasba magyar repülő és magyar pilóta, Adorján János
- 1977 – Pénzreform Angolában.

### Kulturális események
- 1973 – A Hortobágyi Nemzeti Park létrehozása.
- 2001 – Az angol Wikipédia folyamatos működésének kezdete.

#### Irodalmi, színházi és filmes események
- 2016 – A Saul fia Golden Globe díjat nyert

### Egyéb események
- 1870 – Párizsban Pierre Napoléon Bonaparte herceg agyonlövi Victor Noir újságírót
- 1977 – A Nyiragongo kitörésében legalább 70-en vesztik életüket.
- 2007 – Megdőlt az országos hőmérsékleti rekord. Tatán 17,4 fok volt. Megdőlt fővárosi hőmérsékleti rekord. Budapesten 15,1 fokot mértek. A leghidegebb éjszakai órák hőmérsékleti rekordja 6,5 fok volt Budapesten 2007. január 10-én.
- 2015 – Megdőlt az országos hőmérsékleti rekord. Fertőrákoson 19,7 fok volt. Ugyanekkor a budapesti rekord egy napon belül kétszer is megdőlt, mivel délután 16,7 fokot mértek, majd este 11 óra előtt néhány perccel 17 fok volt. Egyúttal az ezen a napon mért éjszakai minimum hőmérséklet is a legmagasabb valaha mért érték volt, mivel 8,3 fokot mértek a leghidegebb órákban.[1][2]

## Születések
- 1573 – Simon Marius német csillagász († 1624)
- 1769 – Michel Ney francia marsall, I. Napóleon császár hadvezére († 1815)
- 1780 – Martin Hinrich Carl Lichtenstein német orvos, felfedező, botanikus és zoológus († 1857)
- 1802 – Carl Ritter von Ghega osztrák mérnök, († 1860)
- 1823 – Ligeti Antal magyar festőművész († 1890)
- 1829 – Bozzai Pál magyar költő († 1852)
- 1829 – Wein János bányamérnök, († 1908)
- 1858 – Törley József pezsgőgyáros, magyar iparmágnás († 1907)
- 1868 – Mosshammer Román, osztrák-magyar hárfaművész és hárfatanár († 1920)
- 1883 – Edith Anne Robertson skót költő  († 1973)
- 1887 – Némethy Vilmos magyar ügyvéd, közjegyző, lapkiadó, kisgazdapárti országgyűlési képviselő († 1972)
- 1912 – Hal Robson kanadai autóversenyző († 1996)
- 1913 – Franco Bordoni olasz autóversenyző († 1975)
- 1913 – Gustáv Husák szlovák kommunista politikus, Csehszlovákia államfője († 1991)
- 1918 – Harry Merkel német autóversenyző († 1995)
- 1920 – Csanádi Imre magyar költő, író, műfordító († 1991)
- 1921 – Rodger Ward amerikai autóversenyző († 2004)
- 1921 – Erdélyi Zsuzsanna Kossuth-díjas magyar néprajztudós, folklorista, a nemzet művésze († 2015)
- 1924 – Eduardo Chillida Wolf-díjas spanyolországi baszk szobrász, († 2004)
- 1924 – Simon Géza magyar színész, érdemes művész, a Győri Nemzeti Színház örökös tagja († 2009)
- 1925 – Udvaros Béla magyar rendező, az Evangélium Színház alapító igazgatója († 2020)
- 1928 – Hódos Imre magyar birkózó, olimpiai bajnok († 1989)
- 1936 – Mécs Károly Kossuth-díjas magyar színész, a nemzet művésze († 2025)
- 1936 – Robert Woodrow Wilson Nobel-díjas amerikai fizikus
- 1937 – Kovács Magda magyar zongoraművész, ének- és zenetanár († 2018)
- 1938 – Donald Knuth amerikai matematikus
- 1939 – Scott McKenzie amerikai énekes († 2012)
- 1940 – Sipka László magyar színész, a Győri Nemzeti Színház örökös tagja († 2001)
- 1945 – Rod Stewart angol énekes
- 1949 – Linda Lovelace amerikai pornószínésznő († 2002)
- 1950 – Krum Ádám Aase-díjas magyar színész
- 1953 – Bobby Rahal amerikai autóversenyző
- 1956 – Keresztes Sándor Aase-díjas magyar színművész
- 1958 – Eddie Cheever amerikai autóversenyző
- 1962 – Pokorni Zoltán tanár, politikus
- 1967 – Albert Péter magyar színész
- 1968 – Repka Attila magyar birkózó, olimpiai bajnok
- 1971 – Auksz Éva magyar színésznő
- 1977 – Mike Fokoroni zimbabwei atléta
- 1978 – Bukovszky József magyar zenész
- 1979 – Máté Krisztián magyar színész
- 1981 – Nasri Atweh kanadai énekes
- 1984 – Vágó Gábor magyar politikus, közgazdász
- 1985 – Martín Rivas spanyol színész
- 1987 – César Cielo Filho brazil úszó
- 1988 – Miroslava Najdanovski szerb úszónő
- 1989 – Conor Dwyer kétszeres olimpiai bajnok amerikai úszó
- 1990 – Szabó Bence magyar labdarúgó
- 1995 – Tan Sze-hszin kínai tornász
- 1999 – Mason Mount angol válogatott labdarúgó

## Halálozások
- 1276 – X. Gergely pápa (* 1210)
- 1754 – Edward Cave angol nyomdász, szerkesztő és kiadó, (* 1691)
- 1778 – Carl von Linné svéd botanikus (* 1707)
- 1785 – Weiss Ferenc jezsuita matematikus és csillagász (* 1717)
- 1833 – Adrien-Marie Legendre francia matematikus, a Legendre-szimbólum névadója (* 1752)
- 1862 – Samuel Colt amerikai feltaláló (* 1814)
- 1862 – Balassa Konstantin császári-királyi lovassági őrnagy (* 1792)
- 1909 – Joannovics György magyar politikus, nyelvész, újságíró, az MTA tagja (* 1821)
- 1917 – Madarász Viktor magyar festőművész (* 1830)
- 1926 – Eino Leino finn költő, újságíró (* 1878)
- 1946 – Bárdossy László politikus, magyar miniszterelnök (* 1890)
- 1951 – Sinclair Lewis Nobel-díjas amerikai író (* 1885)
- 1963 – Tadeusz Szeligowski lengyel zeneszerző, zenepedagógus, ügyvéd, a lengyel zenei élet kiváló szervezője (* 1896)
- 1970 – Latabár Kálmán (a „Latyi”) Kossuth-díjas magyar színész-komikus (* 1902)
- 1970 – Károlyi Antal Ybl Miklós-díjas magyar építész (* 1906)
- 1971 – Ignazio Giunti olasz autóversenyző (* 1941)
- 1975 – Zágon István magyar színműíró, humorista (* 1893)
- 1982 – Fricke Valér magyar földbirtokos, mezőgazdász, országgyűlési képviselő (* 1900)
- 1986 – Krassó Miklós magyar filozófus (* 1930)
- 1992 – Roberto Bonomi argentin autóversenyző (* 1919)
- 2007 – Carlo Ponti olasz filmproducer (* 1912)
- 2008 – Christopher Bowman amerikai műkorcsolyázó (* 1967)
- 2008 – Varga János Széchenyi-díjas magyar levéltáros, az MTA rendes tagja (* 1927)
- 2015 – Francesco Rosi olasz filmrendező, forgatókönyvíró (* 1922)
- 2015 – Hankiss Elemér Széchenyi-díjas magyar irodalomtörténész, filozófus, egyetemi tanár (* 1928)
- 2016 – David Bowie angol énekes, zeneszerző, producer (* 1947)
- 2023 – Gerő András Széchenyi-díjas magyar történész (* 1952)
- 2024 – Kaszás Péter magyar dalszerző, zenész, hangmérnök (* 1946)

## Ünnepek, emléknapok, világnapok
- Benin: Vudu-nap (nemzeti ünnep)